# Carmin
Pour les articles homonymes, voir Carmin (homonymie).

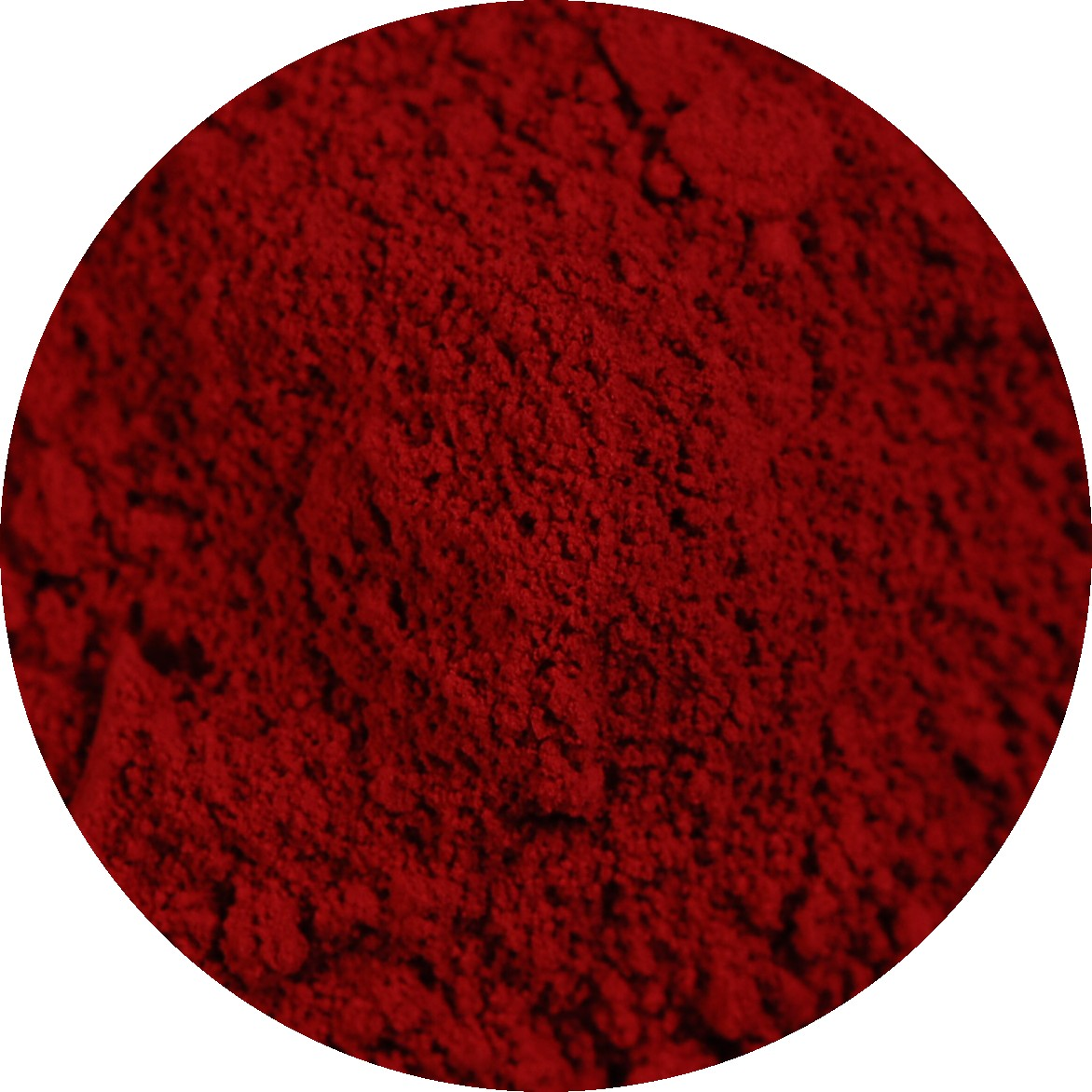
Échantillon de pigment carmin.

Le carmin est un pigment-laque rouge profond obtenu par mordançage d'un colorant extrait d’un insecte, la cochenille. Figurant sous la référence Natural Red 4 dans le Colour Index,  il est également appelé rouge cochenille, cochineal, crimson lake ou laque carminée. Les cramoisi, vermeil ou encore sang de saint Jean peuvent aussi être du carmin. Dans les manuels de teinturerie anciens, le carmin est appelé simplement cochenille.
Le terme carmin désigne, par métonymie, une couleur d'un rouge profond.

## Pigments

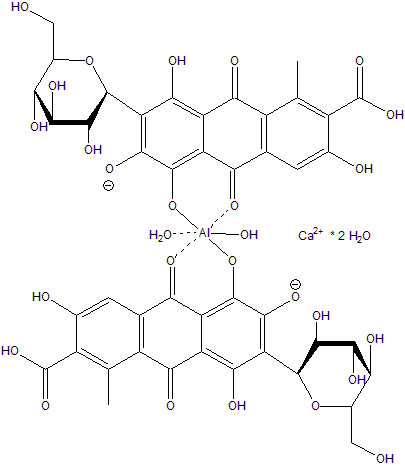
Structure du carmin, complexe d'acide carminique et d'aluminium.

Le carmin véritable est un pigment-laque organique naturel (NR4) produit à partir des femelles de cochenilles kermès (Kermes vermilio), parasites du chêne kermès.

### Extraction
La cochenille Kermes vermilio était connue en Égypte ancienne, puis en Europe. La laque fabriquée à partir de la sécrétion de cet insecte était connue sous le nom de laque cramoisie. Courante dans la région de Montpellier, elle a permis à la ville de développer une spécialité de la teinture de tissus écarlates ; cette teinte résultait de l'intervention d'étain dans la fabrication. Ce pigment servait aussi à colorer les manuscrits. Le composé chimique principal responsable de la couleur est l’acide kermésique, rouge, auquel s'ajoute un colorant jaune-orangé, l’acide laccaïque D (PRV2, p. 28).
La puce cochenille, minuscule insecte du Mexique, produisait aussi une couleur rouge translucide, appréciée des Aztèques. Cet insecte parasite les cactus du genre Opuntia (figuier de Barbarie), et produit de l'acide carminique pour se défendre. La nation aztèque Mixteco Zapotèque cultivait des opuntias pour la cochenille avant l'arrivée des Espagnols. Elle fut amenée en Europe à partir de 1526, après l'invasion espagnole du Mexique, et ne tarda pas à éliminer le kermès comme teinture rouge. À Venise, le Titien l'emploie en peinture, d'abord en mélange avec le kermès, puis seule, dans le courant des années 1540. Tant en teinture qu'en peinture, elle remplace complètement le kermès avant la fin du XVIIe siècle.
La préparation était assez complexe, demandait de grandes précautions et donnait au moins douze qualités différentes de pigment.
D'autres variétés d'insectes donnent un colorant carmin. Il y a des cochenilles sauvages qu'on récoltait en Amérique, la cochenille de Pologne, qui donne un mélange d'acide kermésique et d'acide carminique, et la cochenille d'Arménie, qui contient de l'acide carminique (PRV2, p. 29). Les trois colorants des carmins sont des anthraquinones naturelles (PRV2, p. 29).

### Laque de carmin
Avant l'invention du pigment laque, la bourre de soie teinte à la cochenille servait de base au pigment carmin des artistes peintres. Au début du XVIIe siècle Cornelis Drebbel mit au point le procédé de fixation du colorant par l'étain, obtenant une nuance plus orangée qu'avec le mordançage à l'alun, d'une couleur écarlate. On commence à trouver, dans ce siècle, des recettes pour préparer un pigment-laque directement à partir de la cochenille.
On appelle laque un pigment obtenu, comme le carmin, par fixation d'un colorant soluble. Il existe des pigments laqués de plusieurs colorants. Les marchands de couleurs ont vendu le produit sous le nom de « laque de carmin » ou « laque de Florence », ou simplement laque celle produite avec la cochenille et l'alun. Les fabricants de laque de garance, bien meilleur marché, mais qui n'a pas le même éclat, avaient tout intérêt à cette synecdoque. En 1816, le marchand de couleurs Bourgeois commercialisa un carmin de garance, c'est-à-dire une laque obtenue à partir de la garance des teinturiers.
La laque carminée était réputée avoir été fabriquée d'abord à Florence et avec le kermès avant que l'on ne connaisse la cochenille. Plus tard, on en a fait de très belles à Paris et à Vienne mais qui ne se distinguaient pas essentiellement de celle de Florence.
La transparence de la laque de carmin la destine classiquement en peinture au glacis, grâce auquel on peut obtenir des couleurs profondes, et ajuster des teintes.
En 1847, le peintre Dyckmans avait entrepris des essais de vieillissements sur les couleurs pour artistes peintres les plus répandues à son époque. Il disposait du « carmin de cochenille » et du « carmin fixe de garance ». Examinant les résultats en 1880, Blocks conclut que le carmin de cochenille et certaines laques de garance calcinées sont impropres à la peinture artistique. Certains carmins de garance peuvent s'employer. Les colorants et pigments carmins ne sont en effet pas solides à la lumière, ce qui n'a pas empêché de nombreux artistes peintres de l'utiliser. Cette fugacité à la lumière est relative. Les teinturiers considèrent au contraire la cochenille comme solide, bien plus que sa concurrente végétale, la garance. C'est que pour le textile, la durée d'exposition se compte au mieux en années, alors que pour la peinture à l'huile, on comptait en siècles. Le prestige du carmin pour les tissus a certainement influencé la pratique des peintres.
En essayant de fabriquer de la laque carminée, un pigment très cher, le marchand de couleurs Johann Jacob Diesbach (de) découvrit accidentellement le bleu de Prusse.

### Production
La cochenille qui produit le carmin se reproduit naturellement sur le figuier de Barbarie des régions andines désertiques.
L'interdiction de certains colorants de synthèse et la demande du public pour des produits plus « naturels » a augmenté la vente de ce rouge utilisé en alimentation, en confiserie, en pharmacie et en cosmétique.
Le Pérou, premier fournisseur de carmin de cochenille, assurait en 1989 80 % de la production mondiale, dont 60 % sous forme d'insectes et 40 % sous forme de carmin. La cochenille récoltée sur les figuiers de Barbarie est transportée dans les usines d’extraction du colorant à proximité des zones de production. Les insectes recueillis à la main sont séchés au soleil avant d'être vendus aux transformateurs de carmin à Lima. La poudre de carmin est produite en ébouillantant les femelles desséchées pour ensuite filtrer le résidu avant de passer à la précipitation, au lavage et au séchage.
Les producteurs ne touchent actuellement que 10 % environ des revenus provenant de la transformation de la cochenille. Les intermédiaires et les producteurs de colorants ont la marge bénéficiaire la plus importante.
En 2005, environ 50 000 personnes assuraient la récolte et la transformation au Pérou.
L'Instituto de Investigación Tecnológica Industrial y de Normas Técnicas (ITINTEC) au Pérou, et l'Université Simon Fraser cherchent à doubler ou tripler le rendement de l’extraction.

## Colorant alimentaire
Le pigment carmin, complexe d'acide carminique et d'aluminium, s'utilise comme colorant alimentaire sous le numéro E120.
Considéré généralement comme non toxique (PRV2, p. 29), le carmin est cependant connu pour déclencher sur une partie restreinte de la population des allergies diverses allant de l'urticaire et l'asthme jusque — plus rare — des chocs anaphylactiques très graves, les réactions au départ de cosmétiques sont plus fréquentes et sont attribuées aux restes d'insectes utilisés pour sa fabrication. Si l'additif est aujourd'hui synthétisable, ce n'est pas encore le cas pour l'alimentation industrielle.
À l'instar de nombreux colorants, E120 peut être vendu sous forme de laques d'aluminium : un métal soupçonné, dans l'alimentation transformée, de neurotoxicité.

## Couleur carmin
Les nuances de pigment carmin d'origine naturelle varient de l'écarlate au rouge plus ou moins pourpré. Au XIXe siècle, Michel-Eugène Chevreul a entrepris de situer les couleurs les unes par rapport aux autres et par rapport aux raies de Fraunhofer. « Le plus grand nombre des carmins du commerce représentent mon 2 rouge 11 ton », indique-t-il. L'écran peut présenter approximativement cette teinte 2 rouge 11 ton. La laque carminée no 6 du marchand de couleurs Gademann est rouge 11 ton, les autres carmin 1 rouge, 11 ton ou plus foncé. Mais Chevreul note aussi chez Gademan deux carmins jaunes, 5 orangé-jaune 8 ton et jaune 9½ ton et un carmin violet 4 violet 15 ton.
Le carmin désigne par métonymie un rouge profond similaire à celui obtenu à partir de la cochenille, notamment le carmin de garance ou l'équivalent synthétique de la teinture de garance, le carmin d'alizarine (PR83).
Dans certains systèmes, cette couleur est considérée comme couleur tertiaire, comme mélange d'une couleur primaire, le magenta, et d'une couleur secondaire, le rouge orangé (magenta + jaune)[réf. souhaitée]. Cependant, ce mélange ne permet d'obtenir que des nuances plus rabattues que celle des pigments carmin.
Le carmin moderne, permanent, est fabriqué à partir de pigments de synthèse (rouges anthraquinoniques PR83 ou PR177, rouge de pérylène PR179), plus permanents.

### Nuanciers
Le  nuancier RAL indique RAL 3002 Rouge carmin.
Chez les marchands de couleurs on trouve 603 rouge carmin et 688 laque carminée ; 080 carmin, et 089 carmin foncé et 575 laque carminée ; Carmin Lefranc 902 et Carmin d'alizarine 328 et Laque carminée fixe 343.

## Étymologie
Le mot carmin provient du vieil espagnol cremesin, qui signifiait « relatif au kermès », adapté lui-même du latin médiéval cremesinus pour kermesinus ou carmesinus (et sa forme contractée carminus), c’est-à-dire le pigment de la cochenille Kermes vermilio, qirmiz en arabe (et en persan), dérivant lui-même du sanskrit krmi-ja (de krmih « ver » et ja « produit ») signifiant « pigment rouge produit par un ver ».
Les mots carmin et cramoisi ont la même origine étymologique.